# Gastrostomia

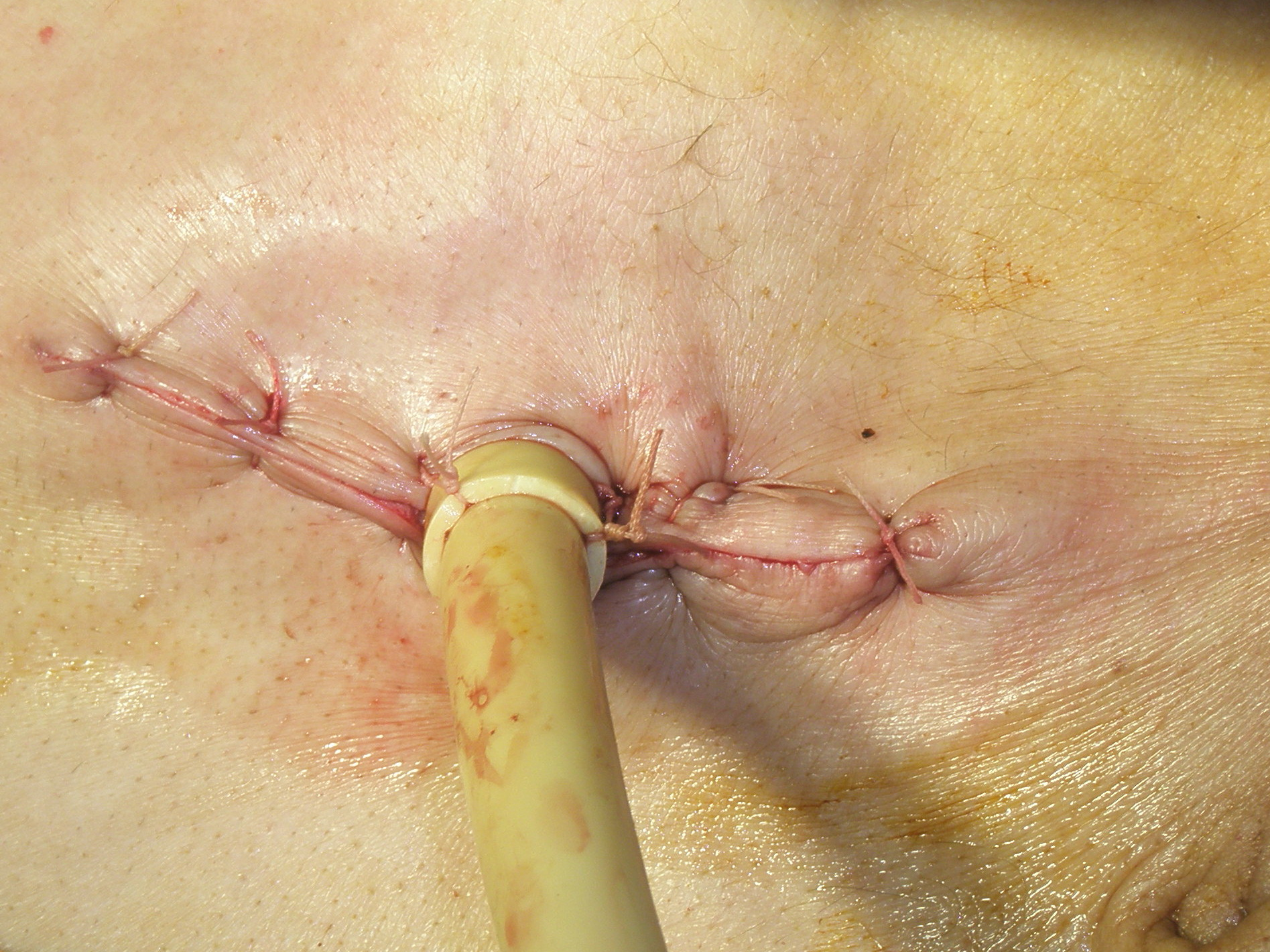
Gastrostomia

Gastrostomia – przetoka między środowiskiem zewnętrznym a żołądkiem. Jest stosowana w celu podawania substancji odżywczych u osób z niedrożnym przełykiem, na przykład w wyniku nowotworu lub powikłań po oparzeniu. Gastrostomia zakładana jest również przy schorzeniach neurologicznych z zaburzonym aktem połykania i u osób w śpiączkach.
W przypadkach nieoperacyjnych zmian w obrębie przełyku lub innych zmian powodujących jego czasową lub stałą niedrożność gastrostomię wykonuje się drogą laparotomii, lub w ostatnich kilkunastu latach również laparoskopii. Gastrostomia tak jak pozostałe stomie może być czasowa lub ostateczna. Gastrostomię czasową usuwa się po ustaniu przyczyny dla której została założona (np. udana operacja początkowo nieoperacyjnego raka przełyku, ustępowanie objawów neurologicznych, wybudzenie ze śpiączki).
W Polsce operacyjnie najczęściej wykonywana jest gastrostomia opisana przez krakowskiego chirurga Bronisława Kadera (1863–1937). Polega ona na otwarciu jamy brzusznej, nacięciu żołądka (gastrotomia) i umieszczeniu w tym otworze drenu Pezzera. Dren zabezpiecza się szwem kapciuchowym a ścianę żołądka podszywa do ściany jamy brzusznej. Dren wyprowadza się poprzez wykonany w powłokach brzusznych otwór. Pewną modyfikacją zabiegu Kadera jest gastrostomia Witzela, opracowana przez niemieckiego chirurga Friedricha Oskara Witzela (1856–1925). W tym zabiegu wprowadzony do żołądka dren (zazwyczaj cieńszy) przed wyprowadzeniem przez powłoki pokrywany jest na odcinku kilku centymetrów „mufką” powstałą ze ściany żołądka. Ma to zapobiegać nieszczelności i bezpośredniemu kontaktowi otworu w żołądku z otworem w powłokach brzucha. Istnieją również inne rodzaje gastrostomii, na przykład Janawaya, polegająca na wytworzeniu z części żołądka „rurki” i wszyciu jej w ścianę brzucha, czy też połączenia żołądka ze ścianą brzucha za pomocą wstawek z jelita (perystaltyka skierowana jest do żołądka).
W ostatnich latach gastrostomie wykonywane są metodami laparoskopowymi (mniejsze cięcie, mniejszy uraz chirurgiczny).
Jeżeli przełyk jest drożny, istnieje możliwość wykonania przezskórnej gastrostomii endoskopowej. Zabieg polega na wprowadzeniu endoskopu do żołądka, a następnie wkłuciu, poprzez powłoki, do żołądka igły, którą wsuwa się sznurek prowadzący. Endoskopista przechwytuje sznurek kleszczykami i wyprowadza przez usta wraz z gastroskopem. Do sznurka przymocowuje się tubę odżywczą i, pociągając koniec sznurka znajdującego się poza powłokami brzusznymi pod kontrolą gastroskopu (drugie wprowadzenie), umieszcza się częściowo w żołądku, zaś część wyprowadza przez powłoki. Założenie specjalnego zacisku mocującego kończy zabieg.
Przez gastrostomię podaje się gotowe mieszaniny odżywcze lub zmiksowany pokarm. Do powikłań zaliczamy przede wszystkim zmiany skórne wokół stomii związane z obecnością kwasu solnego w żołądku. Występują również zapchania drenu oraz jego wypadanie.

Przeczytaj ostrzeżenie dotyczące informacji medycznych i pokrewnych zamieszczonych w Wikipedii.